# 路德维希大街 (慕尼黑)

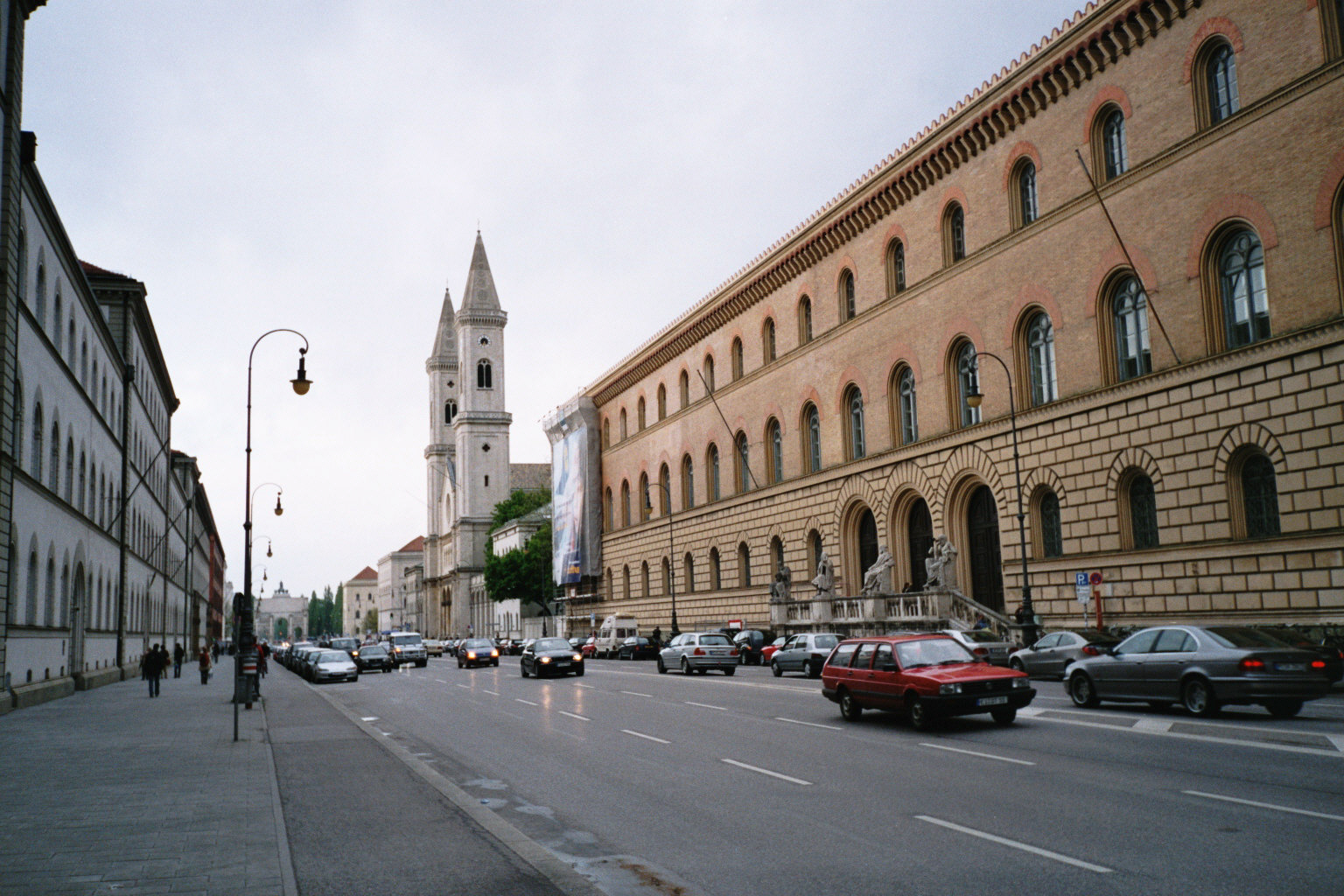
路德维希大街

路德维希大街是德国慕尼黑的4条皇家大道之一，由巴伐利亚国王路德维希一世建造。
路德维希大街南起音乐厅广场，北到凯旋门，与利奥波德街相接。从南到北，途径路德维希-马克西米利安大学、圣路易教堂、巴伐利亚州立图书馆，以及众多的州政府部门和宫殿。大街南段的建筑为意大利文艺复兴风格，而北段受到意大利罗马式建筑风格的强烈影响。 
地铁U3和U6线经过路德维希大街地下，在音乐厅广场和路德维希-马克西米利安大学设有车站。

## 名胜

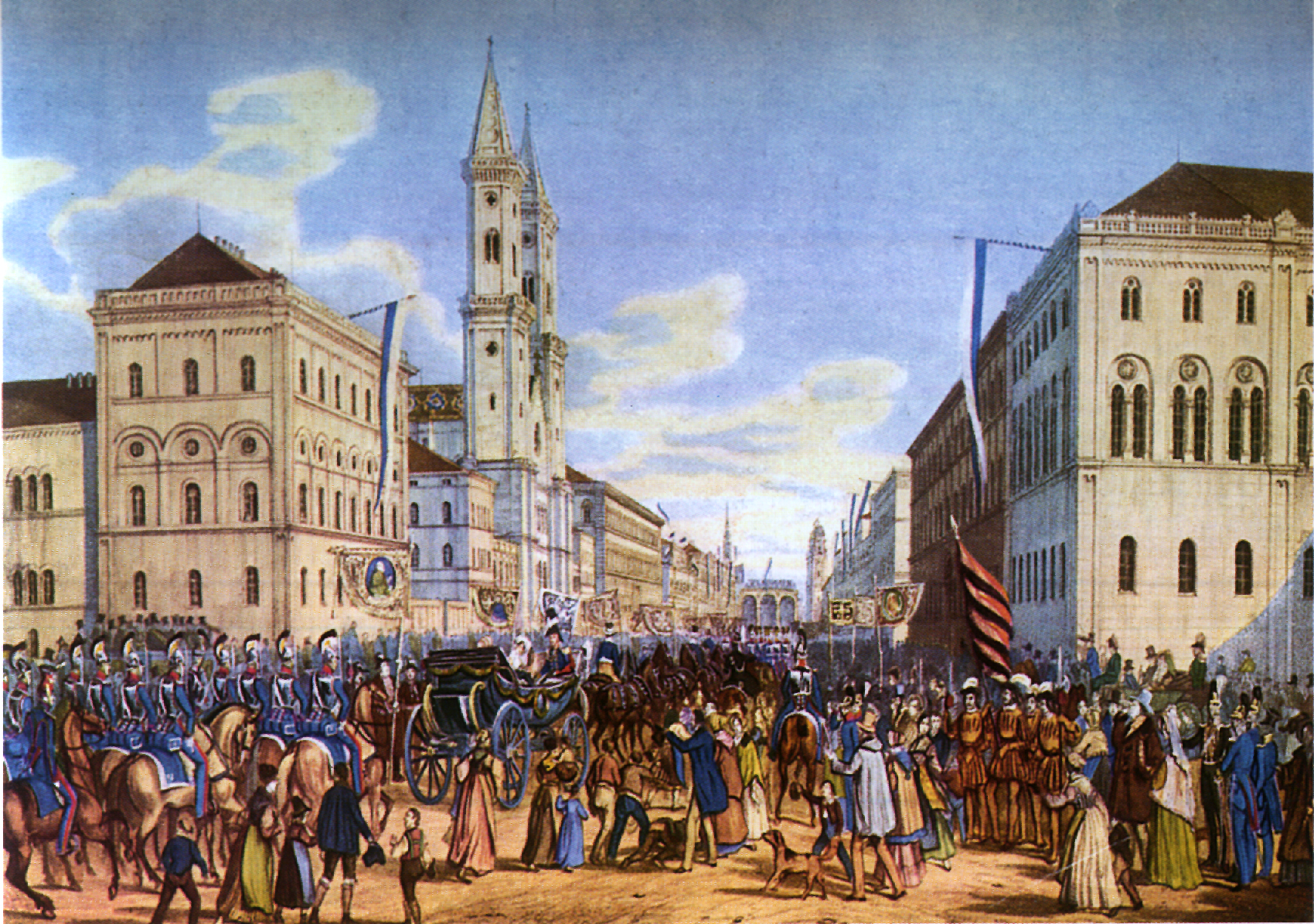
1842年的路德维希大街

从南向北：
- 音乐厅广场
- 巴伐利亚州立图书馆
- 圣路德维希大学教堂
- 路德维希-马克西米利安大学
- 凯旋门